# Verklärungskloster (Uhornyky)
Das Kloster der Verklärung des Erlösers (ukrainisch Угорницький Спасо-Преображенський монастир Uhornyzkyj Spasso-Preobraschenskyj monastyr) ist ein Mönchskloster der Orthodoxen Kirche der Ukraine in Uhornyky in der westlichen Ukraine.

## Geschichte
Das Kloster bestand 1561 mit orthodoxen Mönchen. Anfang des 17. Jahrhunderts wurden eine neue Kirche und neue Gebäude durch Adam Balaban mit Unterstützung seines Bruders Jesaja Balaban, des Archimandriten des Klosters Derman, errichtet. Späterer Eigentümer war der Starost Alexander Balaban. Zu dieser Zeit lebten wahrscheinlich bis zu 50 Mönche dort.
1710 trat das Kloster zur unierten griechisch-katholischen Kirche über. 1752 wurde es nach Babjanka verlegt. 1811 lebten dort noch zwei Mönche. 1819 wurde es dem Kloster Butschatsch angeschlossen.
Seit 1999 wurde das Kloster wieder aufgebaut und 2004 durch die Ukrainische Autokephale Orthodoxe Kirche feierlich wiedereröffnet. 
2010 begründete die Ukrainisch-Orthodoxe Kirche Moskauer Patriarchats ein Michaelskloster am späteren Standort des alten Klosters in Babjanka.